# Cindré
Cindré és un municipi francès, situat al departament de l'Alier i a la regió d'Alvèrnia-Roine-Alps. L'any 2007 tenia 314 habitants.

## Demografia

### Població
El 2007 la població de fet de Cindré era de 314 persones. Hi havia 132 famílies de les quals 36 eren unipersonals (20 homes vivint sols i 16 dones vivint soles), 48 parelles sense fills i 48 parelles amb fills.
La població ha evolucionat segons el següent gràfic:
Habitants censats

### Habitatges
El 2007 hi havia 194 habitatges, 131 eren l'habitatge principal de la família, 33 eren segones residències i 30 estaven desocupats. Tots els 194 habitatges eren cases. Dels 131 habitatges principals, 97 estaven ocupats pels seus propietaris, 30 estaven llogats i ocupats pels llogaters i 4 estaven cedits a títol gratuït; 1 tenia una cambra, 6 en tenien dues, 15 en tenien tres, 35 en tenien quatre i 74 en tenien cinc o més. 106 habitatges disposaven pel capbaix d'una plaça de pàrquing. A 68 habitatges hi havia un automòbil i a 56 n'hi havia dos o més.

### Piràmide de població
La piràmide de població per edats i sexe el 2009 era:
| Homes | Edats   | Dones |
| ----- | ------- | ----- |
| 0     | 95 o +  | 0     |
| 0     | 90 a 94 | 1     |
| 1     | 85 a 89 | 2     |
| 3     | 80 a 84 | 3     |
| 13    | 75 a 79 | 8     |
| 13    | 70 a 74 | 11    |
| 10    | 65 a 69 | 8     |
| 6     | 60 a 64 | 8     |
| 7     | 55 a 59 | 8     |
| 21    | 50 a 54 | 11    |
| 14    | 45 a 49 | 12    |
| 8     | 40 a 44 | 9     |
| 9     | 35 a 39 | 8     |
| 10    | 30 a 34 | 10    |
| 7     | 25 a 29 | 6     |
| 7     | 20 a 24 | 10    |
| 7     | 15 a 19 | 10    |
| 9     | 10 a 14 | 9     |
| 12    | 5 a 9   | 7     |
| 5     | 0 a 4   | 9     |

## Economia
El 2007 la població en edat de treballar era de 198 persones, 134 eren actives i 64 eren inactives. De les 134 persones actives 122 estaven ocupades (65 homes i 57 dones) i 13 estaven aturades (7 homes i 6 dones). De les 64 persones inactives 25 estaven jubilades, 18 estaven estudiant i 21 estaven classificades com a «altres inactius».

### Ingressos
El 2009 a Cindré hi havia 142 unitats fiscals que integraven 339 persones, la mediana anual d'ingressos fiscals per persona era de 13.063 €.

### Activitats econòmiques
Dels 8 establiments que hi havia el 2007, 1 era d'una empresa de construcció, 2 d'empreses de comerç i reparació d'automòbils, 2 d'empreses d'hostatgeria i restauració, 1 d'una empresa financera, 1 d'una empresa de serveis i 1 d'una entitat de l'administració pública.
Dels 2 establiments de servei als particulars que hi havia el 2009, 1 era un guixaire pintor i 1 restaurant.
L'any 2000 a Cindré hi havia 25 explotacions agrícoles.

## Equipaments sanitaris i escolars
L'únic equipament sanitari que hi havia el 2009 era una ambulància.
El 2009 hi havia una escola maternal integrada dins d'un grup escolar amb les comunes properes formant una escola dispersa.

## Poblacions més properes
El següent diagrama mostra les poblacions més properes.